# Bouw (vlaktemaat)
Een bouw of bahoe was een oppervlaktemaat die gebruikt werd in de vroegere kolonie Nederlands-Indië, met name op het eiland Java, vastgesteld op 0,71 hectare, of preciezer 0,70965 hectare.
De benaming bestond al voor de koloniale overheersing door Nederland. De grond behoorde destijds op Java aan allen, maar ieder persoon kreeg naar overoud gebruik door de lokale overheid een akker ter bewerking toegewezen. Het Javaanse woord 'bahoe' betekende dan ook onder meer 'arbeidskracht'. Een bouw was daarmee het stuk land, dat één persoon kon bewerken. Dit veroorzaakte echter verschillen in feitelijke oppervlakte per bouw per regio, omdat de oppervlakte grond die één man bewerken kan, sterk afhankelijk is van de soort bodem. En die kan nogal uiteenlopen in een land, waar kustvlakten, berghellingen en hoogvlakten zijn. Dus verschilde de oppervlakte van de bahoe in de verschillende delen van Java.
Naderhand, toen men het woord bahoe of bouw algemeen ging gebruiken, werd dat verschil in oppervlakte een groot probleem. Het koloniale Nederlandse Gouvernement heeft toen de oppervlaktemaat bouw of bahoe vastgesteld op 500 vierkante Rijnlandse roeden, een maat waar men toen veel mee mat. Ook dit bleef nog vaag naar tegenwoordige maatstaven. Later is een bouw vastgesteld op 0,70965 hectare.